# Olimpiodoro de Tebas
Olimpiodoro de Tebas (en griego, Ὀλυμπιόδωρος; Tebas, Egipto, c. 378 - después de 425) fue un historiador, filósofo y diplomático del siglo V. 

## Biografía
Nacido en la ciudad egipcia de Tebas en el año 378 y fallecido después del año 425, sirvió como embajador ante los hunos en los años 412 y 413 durante el reinado de Charaton, lo que lo convierte en una de las principales fuentes de información sobre este pueblo. También ejerció misiones diplomáticas en Roma, Nubia y el Dniéper.
Es escritor de una Historia en 22 libros que abarca el transcurso de los años 407 a 425, crucial para conocer algunos acontecimientos, como la terrorífica invasión bárbara de las provincias hispanas en el otoño del año 409, las rentas de los senadores romanos en sus días o el asesinato del rey visigodo Ataúlfo en 415. Con esta obra procuró dar su apoyo a Estilicón en su intento de reunificar el Imperio. Su trabajo se perdió, pero es conocido gracias a unos cuarenta fragmentos de la biblioteca del escritor bizantino Focio y sirvió como fuente de la de otros autores como Zósimo o Sozomeno.
Según Focio, en el año 410 efectuó algunos experimentos de alquimia. En la Biblioteca Nacional de Francia en París se conserva un tratado sobre la alquimia atribuido a Olimpiodoro.
Está incluido en la corriente filosófica denominada peripatética, seguidor por tanto, de las ideas de Aristóteles y, aunque era un pagano convencido, dedicó su obra al emperador Teodosio II.
Hierocles de Alejandría fue su discípulo. Consideraba a la familia de Homero paisanos suyos.